# Marti Rolph
Marti Rolph (Los Angeles, 8 marzo ...) è un'attrice e cantante statunitense, nota soprattutto come interprete di musical.

## Biografia
Dopo aver ottenuto un Bachelor's degree in musica e un Master's degree in teatro all'Occidental College, Marti Rolph ha completato la propria preparazione alla Los Angeles Civic Light Opera.
Nel 1971 debuttò a Broadway nel musical di Stephen Sondheim Follies, in cui interpretava la versione ventenne del personaggio di Sally Durant Plummer (interpretata da Dorothy Collins). Aveva già interpretato il ruolo nel rodaggio a Boston alcuni mesi prima e lo interpreterà nuovamente nella produzione di Los Angeles del 1972.
Dopo Follies ha recitato in diversi altri musical a Broadway e nel resto degli Stati Uniti, tra cui: Pal Joey (Chicago, 1973), Il violinista sul tetto (Dallas, 1973), Good News (Broadway, 1974; vincitrice del Theatre World Award), Wonderful Town (tour della California, 1975), The King and I con Yul Brynner (tour, 1977) e She Loves Me (East Haddam, 1977).
Nel 2003 ha interpretato la versione adulta di Sally in un concerto di Follies con i membri rimasti del cast originale.

## Discografia parziale

### Partecipazioni
- 1971 -  Original Broadway Cast Follies (Original Cast Recording)
- 1973 - AA.VV. Sondheim: A Musical Tribute